# Aigremont (Yonne)
Pour les articles homonymes, voir Aigremont.
Aigremont est une commune française située dans le département de l'Yonne, en région Bourgogne-Franche-Comté.

## Géographie

### Climat
Pour des articles plus généraux, voir Climat de la Bourgogne-Franche-Comté et Climat de l'Yonne.
En 2010, le climat de la commune est de type climat océanique dégradé des plaines du Centre et du Nord, selon une étude du Centre national de la recherche scientifique s'appuyant sur une série de données couvrant la période 1971-2000. En 2020, Météo-France publie une typologie des climats de la France métropolitaine dans laquelle la commune est exposée à un climat océanique altéré et est dans la région climatique Lorraine, plateau de Langres, Morvan, caractérisée par un hiver rude (1,5 °C), des vents modérés et des brouillards fréquents en automne et hiver.
Pour la période 1971-2000, la température annuelle moyenne est de 10,4 °C, avec une amplitude thermique annuelle de 15,6 °C. Le cumul annuel moyen de précipitations est de 832 mm, avec 12,2 jours de précipitations en janvier et 8,3 jours en juillet. Pour la période 1991-2020, la température moyenne annuelle observée sur la station météorologique de Météo-France la plus proche, « Noyers_sapc », sur la commune de Noyers à 8 km à vol d'oiseau, est de 11,9 °C et le cumul annuel moyen de précipitations est de 785,9 mm. 
La température maximale relevée sur cette station est de 40,7 °C, atteinte le 24 juillet 2019 ; la température minimale est de −13,4 °C, atteinte le 7 février 2012,,.
Les paramètres climatiques de la commune ont été estimés pour le milieu du siècle (2041-2070) selon différents scénarios d'émission de gaz à effet de serre à partir des nouvelles projections climatiques de référence DRIAS-2020. Ils sont consultables sur un site dédié publié par Météo-France en novembre 2022.

## Urbanisme

### Typologie
Au 1er janvier 2024, Aigremont est catégorisée commune rurale à habitat dispersé, selon la nouvelle grille communale de densité à sept niveaux définie par l'Insee en 2022.
Elle est située hors unité urbaine. Par ailleurs la commune fait partie de l'aire d'attraction d'Auxerre, dont elle est une commune de la couronne,. Cette aire, qui regroupe 104 communes, est catégorisée dans les aires de 50 000 à moins de 200 000 habitants,.

### Occupation des sols
L'occupation des sols de la commune, telle qu'elle ressort de la base de données européenne d’occupation biophysique des sols Corine Land Cover (CLC), est marquée par l'importance des territoires agricoles (50,4 % en 2018), une proportion identique à celle de 1990 (50,4 %). La répartition détaillée en 2018 est la suivante : 
forêts (49,6 %), terres arables (45,8 %), zones agricoles hétérogènes (4,6 %). L'évolution de l’occupation des sols de la commune et de ses infrastructures peut être observée sur les différentes représentations cartographiques du territoire : la carte de Cassini (XVIIIe siècle), la carte d'état-major (1820-1866) et les cartes ou photos aériennes de l'IGN pour la période actuelle (1950 à aujourd'hui).

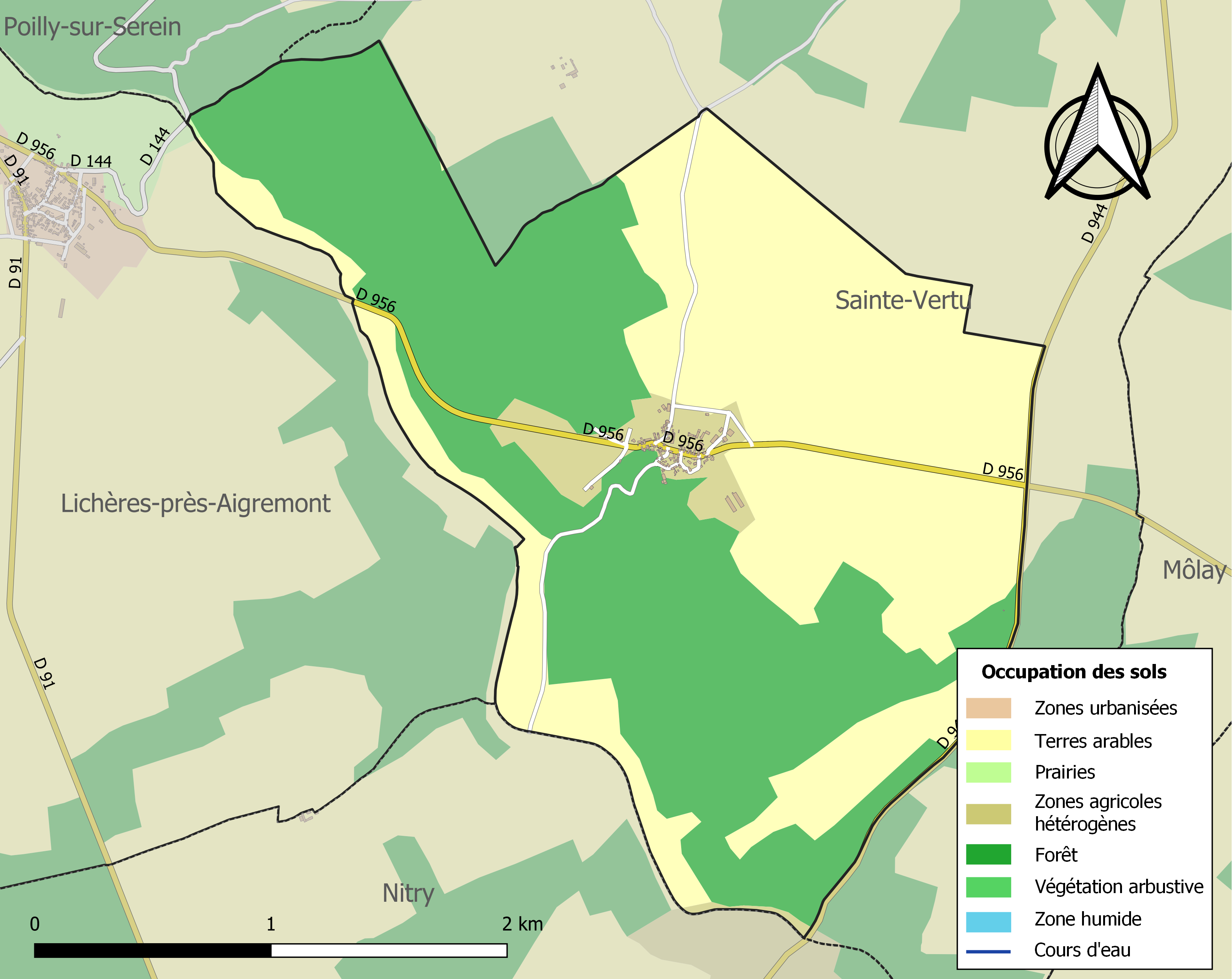
Carte des infrastructures et de l'occupation des sols de la commune en 2018 (CLC).

## Toponymie
Le nom de la localité est attesté Grangia de Acrimonte en 1156, Agermons en 1157.
Ce toponyme signifie « colline escarpée », « Mont pointu », du latin acer, acris (« pointu ») et Montem (« mont »). En 1156, l'abbaye de Pontigny construisit une grange en ce lieu.
C'est un toponyme assez répandu. Quatre communes françaises et de nombreux hameaux portent ce nom : Aigremont dans le Gard, Aigremont dans la Haute-Marne, Aigremont dans l'Yonne, Aigremont dans les Yvelines.

## Histoire
Aigremont apparaît dans les archives au XIIe siècle ; en effet, en 1137, le comte d'Auxerre-Nevers procède à un échange de terre avec l'abbaye cistercienne de Pontigny, qui y établit alors une « grange » dîmière. Le célèbre monastère reste seigneur des lieux jusqu'à la Révolution. Il semble par ailleurs que le prieuré de Franchevault (Yonne), dépendant de l'abbaye bénédictine de Molesme (Côte-d'Or), ait aussi possédé la dîme d’une terre à peu près à la même époque.

## Politique et administration

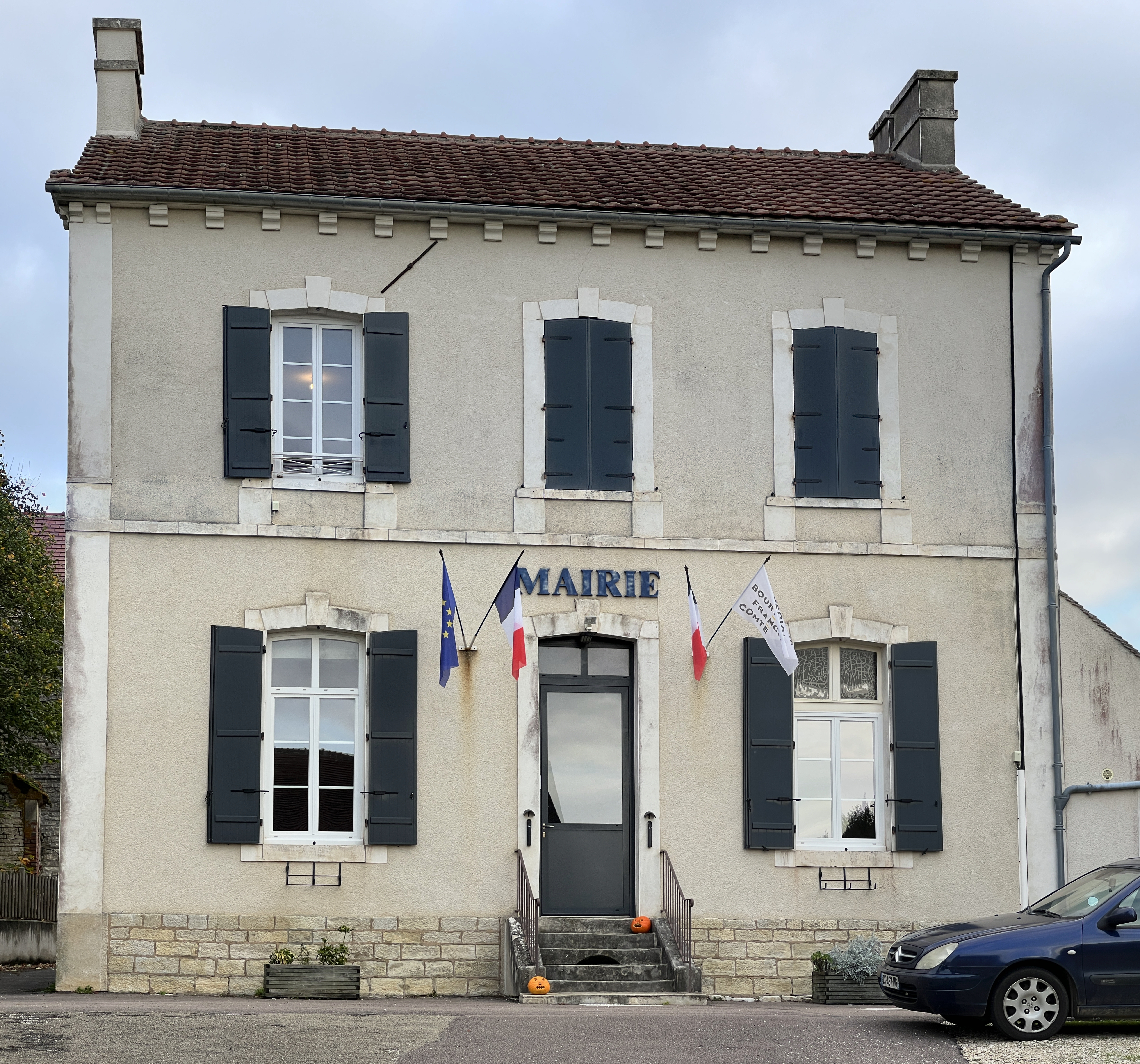
Mairie.

| Période    | Période | Identité                | Étiquette | Qualité                               |
| ---------- | ------- | ----------------------- | --------- | ------------------------------------- |
| 08/12/1792 | 1795    | Edme Coursault          |           | Officier public de la commune         |
| 1795       | 1798    | Jean-Baptiste Thilliens |           | Agent de la commune                   |
| 1798       | 1800    | Edme Berthault          |           | Agent municipal puis Maire provisoire |
| 1800       | 1804    | Pierre Mion             |           | Maire                                 |
| 1804       | 1813    | Edme Droin              |           |                                       |
| 1813       | 1848    | Joseph Edme Coursault   |           |                                       |
| 1848       | 1854    | Edme Vigneron           |           |                                       |
| 1854       | 1859    | Florentin Duchâtel      |           |                                       |
| 1859       | 1860    | Edme Gendre             |           |                                       |
| 1860       | 1865    | Florentin Duchâtel      |           |                                       |
| 1865       | 1871    | Jacques Heurley         |           |                                       |
| 1871       | 1876    | Adolphe Gendre          |           |                                       |
| 1876       | 1881    | Jacques Heurley         |           |                                       |
| 1881       | 1897    | Adolphe Gendre          |           |                                       |
| 1897       | 1900    | Etienne Renault         |           |                                       |
| 1900       | 1904    | Félix Baudoin           |           |                                       |
| 1904       | 1908    | Marcel Duchâtel         |           |                                       |
| 1908       | 1912    | Jules Droin             |           |                                       |
| 1912       | 1919    | Charles Heurley         |           |                                       |
| 1919       | 1930    | Auguste Barbier         |           |                                       |
| 1930       | 1935    | Henri Jérusalem         |           |                                       |
| 1935       | 1961    | Georges Châtel          |           |                                       |
| 1961       | 1973    | Marcel Sagourin         |           |                                       |

### Fusion avec la commune deLichèrespour formerLichères-Aigremont(1973-1985)
| Période | Période | Identité        | Étiquette | Qualité       |
| ------- | ------- | --------------- | --------- | ------------- |
| 1973    | 1977    | Marcel Sagourin |           | Maire délégué |
| 1977    | 1979    | Robert Heurley  |           | Maire délégué |
| 1979    | 1983    | Jean Béthery    |           | Maire délégué |
| 1983    | 1985    | Daniel Grosbety |           | Maire délégué |

### Dé-fusion d'avec Lichères et retour d'Aigremont comme commune de plein exercice (depuis 1985)
| Période   | Période  | Identité             | Étiquette | Qualité |
| --------- | -------- | -------------------- | --------- | ------- |
| 1985      | 1986     | Daniel Grosbety      |           | Maire   |
| 1986      | 2001     | René Millon          |           | Maire   |
| 2001      | 2008     | Gilles Béthery       |           | Maire   |
| 2008      | 2014     | Daniel Grosbety      |           | Maire   |
| mars 2014 | En cours | Frédéric Montreynaud |           | Maire   |

## Démographie
L'évolution du nombre d'habitants est connue à travers les recensements de la population effectués dans la commune depuis 1793. Pour les communes de moins de 10 000 habitants, une enquête de recensement portant sur toute la population est réalisée tous les cinq ans, les populations de référence des années intermédiaires étant quant à elles estimées par interpolation ou extrapolation. Pour la commune, le premier recensement exhaustif entrant dans le cadre du nouveau dispositif a été réalisé en 2006.

En 2022, la commune comptait 71 habitants, en évolution de −8,97 % par rapport à 2016 (Yonne : −1,95 %, France hors Mayotte : +2,11 %).
| 1793 | 1800 | 1806 | 1821 | 1831 | 1836 | 1841 | 1846 | 1851 |
| ---- | ---- | ---- | ---- | ---- | ---- | ---- | ---- | ---- |
| 214  | 208  | 200  | 212  | 198  | 191  | 181  | 167  | 176  |

| 1856 | 1861 | 1866 | 1872 | 1876 | 1881 | 1886 | 1891 | 1896 |
| ---- | ---- | ---- | ---- | ---- | ---- | ---- | ---- | ---- |
| 159  | 155  | 145  | 140  | 164  | 160  | 159  | 152  | 143  |

| 1901 | 1906 | 1911 | 1921 | 1926 | 1931 | 1936 | 1946 | 1954 |
| ---- | ---- | ---- | ---- | ---- | ---- | ---- | ---- | ---- |
| 132  | 131  | 129  | 113  | 106  | 87   | 113  | 82   | 66   |

| 1962 | 1968 | 1990 | 1999 | 2006 | 2011 | 2016 | 2021 | 2022 |
| ---- | ---- | ---- | ---- | ---- | ---- | ---- | ---- | ---- |
| 49   | 49   | 58   | 75   | 68   | 74   | 78   | 73   | 71   |

## Lieux et monuments
- Le puits Bayard : le puits dit « Bayard » a probablement été creusé au Moyen Âge pour les moines de Pontigny, seigneurs d'Aigremont. Sa profondeur est de 200 pieds, soit environ 62,50 m. La légende voudrait que le célèbre Chevalier Bayard y fit boire son cheval, d'où son nom.

## Personnalités liées à la commune
- Aux archives de l'état-civil, en 1821, on découvre la signature de Vidocq, l'ancien forçat qui devint chef de la sûreté sous Napoléon Ier et Louis-Philippe. Il aurait contracté un mariage secret à Aigremont.
- Le peintre américain Morgan Russell (1886-1953), qui codéveloppa le synchromisme, vécut à Aigremont où il possédait une maison, de 1921 à 1945[18].

## Héraldique
| Blason | Blasonnement : D'argent à la hure de sanglier de sable ; mantelé d'or chargé à dextre de trois croisettes de gueules ordonnées 2 et 1 et à senestre de trois abeilles de sable ordonnées 2 et 1. Commentaires : Différences entre dessin et blasonnement : la hure est dite de sable et est dessinée au naturel. |

## Pour approfondir